# Burg Wilkenburg
Die Wilkenburg ist eine abgegangene hochmittelalterliche Burg am Nordrand des Ortsteils Wilkenburg der Stadt Hemmingen in der Region Hannover in Niedersachsen.

## Geschichte
Wilkenburg wird als „Welekenburg“ erstmals 1140 in der Rolle einer Grenzfestung des Bistums Minden schriftlich erwähnt. Ab 1215 war sie als Lehen an die Herren von Alten vergeben. 1395 wird den Rittern von Schwicheldt von den Herzögen von Braunschweig-Lüneburg das „neue Schloss Wilkenburg“ übertragen, gleichzeitig werden sie zu deren Amtmännern ernannt. Ob diese Burg am selben Ort lag wie die Burg des Stifts Minden, ist nicht bekannt. Ebenfalls 1395 verpflichteten sich die Welfen gegenüber dem Stift Minden zum Abbruch der Burg, da sie auf dessen Gütern errichtet worden ist. Diese Verpflichtung wurde aber nicht eingehalten, sodass die Herzöge zwei Jahre erneut den Abriss versprachen, diesmal gegenüber der Stadt Hannover. Diesmal hielten sich die Herzöge daran. Allerdings wurde die Burg 1424 durch die Familie von Alten eigenmächtig wieder errichtet, aber gleich darauf von den Bürgern Hannovers mit Ausnahme der Kapelle abgerissen. Danach existierte nur noch ein Gutshof, der 1700 erneuert und 1900 an die Herren von Campe verkauft wurde. Diese errichteten abseits des Gutes 1905/06 ein Schloss im historistischen Stil. Gut und Schloss wurden 1943 durch Bomben zerstört.
Die Standort der drei Burggründungen sind nicht geklärt. Die spätmittelalterliche Anlage wird in einer ungefähr halbkreisförmigen Bachschleife am Nordrand von Wilkenburg vermutet. Ob die Burgen des Stifts Minden und der Herren von Alten ebenfalls dort gestanden haben, ist völlig offen.